# Portogallo ai Giochi della XXVII Olimpiade
Il Portogallo partecipò ai Giochi della XXVII Olimpiade, svoltisi a Sydney, Australia, dal 15 settembre al 1º ottobre 2000, con una delegazione di 61 atleti impegnati in tredici discipline.